# International Sports Racing Series 1998
Navigation
Édition précédente Édition suivante
La saison 1998 de l'International Sport Racing Series est la deuxième édition de cette compétition. Elle se déroule du 13 avril au 6 décembre 1998. Elle comprend huit manches de 2 Heures 30 minutes chacune. 3 Catégories de Sport-Prototypes sont admis, FIA SR1 et SR2 ainsi que CN, avec un classement par catégorie en fin de saison.

## Calendrier
| N° | Date         | Course                             | Circuit                           | Lieu             | État, Pays              |
| -- | ------------ | ---------------------------------- | --------------------------------- | ---------------- | ----------------------- |
| 1  | 13 avril     | 2 Heures 30 minutes du Paul Ricard | Circuit Paul Ricard               | Le Castellet     | France                  |
| 2  | 17 mai       | 2 Heures 30 minutes de Brno        | Circuit de Masaryk                | Brno             | République tchèque      |
| 3  | 4 juillet    | Trophée ISRS                       | Circuit international Santamonica | Misano Adriatico | Italie                  |
| 4  | 19 juillet   | RAC Tourist Trophy                 | Donington Park                    | Castle Donington | Angleterre, Royaume-Uni |
| 5  | 16 août      | 2 Heures 30 minutes d'Anderstorp   | Circuit de Scandinavie            | Anderstorp       | Suède                   |
| 6  | 6 septembre  | DMC/ADAC Sportwagen Festival       | Nürburgring                       | Nürburg          | Allemagne               |
| 7  | 19 septembre | Le Mans Autumn Cup                 | Circuit Bugatti                   | Le Mans          | France                  |
| 8  | 6 décembre   | Vodacom ISRS                       | Circuit de Kyalami                | Johannesburg     | Afrique du Sud          |

## Engagés
| No. | Pays | Équipe                 | Voiture                        | Pneus | Pilote 1            | Pilote 2           | Pilote 3                |     |     |     |     |     |     |     |     |     |     |     |     |     |     |     |     |     |     |     |     |     |     |     |     |     |     |     |     |     |     |     |     |     |     |     |     |     |     |     |     |     |     |     |     |     |     |     |     |     |     |     |     |     |     |     |     |     |     |     |     |     |     |     |     |     |     |     |     |     |     |     |     |     |     |     |     |     |     |     |     |     |     |     |     |     |     |     |     |     |     |
| SR1 | SR1  | SR1                    | SR1                            | SR1   | SR1                 | SR1                | SR1                     | SR1 | SR1 | SR1 | SR1 | SR1 | SR1 | SR1 | SR1 | SR1 | SR1 | SR1 | SR1 | SR1 | SR1 | SR1 | SR1 | SR1 | SR1 | SR1 | SR1 | SR1 | SR1 | SR1 | SR1 | SR1 | SR1 | SR1 | SR1 | SR1 | SR1 | SR1 | SR1 | SR1 | SR1 | SR1 | SR1 | SR1 | SR1 | SR1 | SR1 | SR1 | SR1 | SR1 | SR1 | SR1 | SR1 | SR1 | SR1 | SR1 | SR1 | SR1 | SR1 | SR1 | SR1 | SR1 | SR1 | SR1 | SR1 | SR1 | SR1 | SR1 | SR1 | SR1 | SR1 | SR1 | SR1 | SR1 | SR1 | SR1 | SR1 | SR1 | SR1 | SR1 | SR1 | SR1 | SR1 | SR1 | SR1 | SR1 | SR1 | SR1 | SR1 | SR1 | SR1 | SR1 | SR1 | SR1 | SR1 | SR1 | SR1 |
| --- | ---- | ---------------------- | ------------------------------ | ----- | ------------------- | ------------------ | ----------------------- | --- | --- | --- | --- | --- | --- | --- | --- | --- | --- | --- | --- | --- | --- | --- | --- | --- | --- | --- | --- | --- | --- | --- | --- | --- | --- | --- | --- | --- | --- | --- | --- | --- | --- | --- | --- | --- | --- | --- | --- | --- | --- | --- | --- | --- | --- | --- | --- | --- | --- | --- | --- | --- | --- | --- | --- | --- | --- | --- | --- | --- | --- | --- | --- | --- | --- | --- | --- | --- | --- | --- | --- | --- | --- | --- | --- | --- | --- | --- | --- | --- | --- | --- | --- | --- | --- | --- | --- | --- | --- |
| 2   |      | GTC Motorsport         | Ferrari 333 SP                 | P     | Ray Bellm           | Klaus Graf         |                         |     |     |     |     |     |     |     |     |     |     |     |     |     |     |     |     |     |     |     |     |     |     |     |     |     |     |     |     |     |     |     |     |     |     |     |     |     |     |     |     |     |     |     |     |     |     |     |     |     |     |     |     |     |     |     |     |     |     |     |     |     |     |     |     |     |     |     |     |     |     |     |     |     |     |     |     |     |     |     |     |     |     |     |     |     |     |     |     |     |     |
| 5   |      | JB Giesse Team Ferrari | Ferrari 333 SP                 | M     | Emmanuel Collard    | Vincenzo Sospiri   |                         |     |     |     |     |     |     |     |     |     |     |     |     |     |     |     |     |     |     |     |     |     |     |     |     |     |     |     |     |     |     |     |     |     |     |     |     |     |     |     |     |     |     |     |     |     |     |     |     |     |     |     |     |     |     |     |     |     |     |     |     |     |     |     |     |     |     |     |     |     |     |     |     |     |     |     |     |     |     |     |     |     |     |     |     |     |     |     |     |     |     |
| 6   |      | Auto Sport Racing SRL  | Ferrari 333 SP                 | P     | Enzo Calderari      | Lilian Bryner      | Angelo Zadra (de)       |     |     |     |     |     |     |     |     |     |     |     |     |     |     |     |     |     |     |     |     |     |     |     |     |     |     |     |     |     |     |     |     |     |     |     |     |     |     |     |     |     |     |     |     |     |     |     |     |     |     |     |     |     |     |     |     |     |     |     |     |     |     |     |     |     |     |     |     |     |     |     |     |     |     |     |     |     |     |     |     |     |     |     |     |     |     |     |     |     |     |
| 9   |      | Kremer Racing          | Kremer K8 Spyder-Porsche       | G     | Alfonso de Orléans  | Tomás Saldaña      | Almo Coppelli           |     |     |     |     |     |     |     |     |     |     |     |     |     |     |     |     |     |     |     |     |     |     |     |     |     |     |     |     |     |     |     |     |     |     |     |     |     |     |     |     |     |     |     |     |     |     |     |     |     |     |     |     |     |     |     |     |     |     |     |     |     |     |     |     |     |     |     |     |     |     |     |     |     |     |     |     |     |     |     |     |     |     |     |     |     |     |     |     |     |     |
| 15  |      | McNeil Engineering     | Lola 981 - Judd                | D     | Robbie Stirling     | Chris Hodgetts     |                         |     |     |     |     |     |     |     |     |     |     |     |     |     |     |     |     |     |     |     |     |     |     |     |     |     |     |     |     |     |     |     |     |     |     |     |     |     |     |     |     |     |     |     |     |     |     |     |     |     |     |     |     |     |     |     |     |     |     |     |     |     |     |     |     |     |     |     |     |     |     |     |     |     |     |     |     |     |     |     |     |     |     |     |     |     |     |     |     |     |     |
| 16  |      | Target 24              | Riley & Scott Mk III-Chevrolet | Y     | Alex Caffi          | Andrea Chiesa      |                         |     |     |     |     |     |     |     |     |     |     |     |     |     |     |     |     |     |     |     |     |     |     |     |     |     |     |     |     |     |     |     |     |     |     |     |     |     |     |     |     |     |     |     |     |     |     |     |     |     |     |     |     |     |     |     |     |     |     |     |     |     |     |     |     |     |     |     |     |     |     |     |     |     |     |     |     |     |     |     |     |     |     |     |     |     |     |     |     |     |     |
| 20  |      | SCI                    | Spice-Ferrari                  | P     | Ranieri Randaccio   | Stefano Sebastiani |                         |     |     |     |     |     |     |     |     |     |     |     |     |     |     |     |     |     |     |     |     |     |     |     |     |     |     |     |     |     |     |     |     |     |     |     |     |     |     |     |     |     |     |     |     |     |     |     |     |     |     |     |     |     |     |     |     |     |     |     |     |     |     |     |     |     |     |     |     |     |     |     |     |     |     |     |     |     |     |     |     |     |     |     |     |     |     |     |     |     |     |
| 25  |      | Horag-Lista Racing     | Ferrari 333 SP                 | Y     | Fredy Lienhard      | Didier Theys       |                         |     |     |     |     |     |     |     |     |     |     |     |     |     |     |     |     |     |     |     |     |     |     |     |     |     |     |     |     |     |     |     |     |     |     |     |     |     |     |     |     |     |     |     |     |     |     |     |     |     |     |     |     |     |     |     |     |     |     |     |     |     |     |     |     |     |     |     |     |     |     |     |     |     |     |     |     |     |     |     |     |     |     |     |     |     |     |     |     |     |     |
| SR2 |      |                        |                                |       |                     |                    |                         |     |     |     |     |     |     |     |     |     |     |     |     |     |     |     |     |     |     |     |     |     |     |     |     |     |     |     |     |     |     |     |     |     |     |     |     |     |     |     |     |     |     |     |     |     |     |     |     |     |     |     |     |     |     |     |     |     |     |     |     |     |     |     |     |     |     |     |     |     |     |     |     |     |     |     |     |     |     |     |     |     |     |     |     |     |     |     |     |     |     |
| 30  |      | Mark Bailey Racing     | MBR 972 - Ford                 | D     | Mike Millard        | Barry Shaw         |                         |     |     |     |     |     |     |     |     |     |     |     |     |     |     |     |     |     |     |     |     |     |     |     |     |     |     |     |     |     |     |     |     |     |     |     |     |     |     |     |     |     |     |     |     |     |     |     |     |     |     |     |     |     |     |     |     |     |     |     |     |     |     |     |     |     |     |     |     |     |     |     |     |     |     |     |     |     |     |     |     |     |     |     |     |     |     |     |     |     |     |
| 32  |      | Waterair Sports        | Debora LMP296 - Cosworth       | M     | André Cholley       | Edouard Sezionale  | Jean-Claude de Castelli |     |     |     |     |     |     |     |     |     |     |     |     |     |     |     |     |     |     |     |     |     |     |     |     |     |     |     |     |     |     |     |     |     |     |     |     |     |     |     |     |     |     |     |     |     |     |     |     |     |     |     |     |     |     |     |     |     |     |     |     |     |     |     |     |     |     |     |     |     |     |     |     |     |     |     |     |     |     |     |     |     |     |     |     |     |     |     |     |     |     |
| 33  |      | Waterair Sports        | Debora LMP297 - BMW            | M     | Philippe Favre (en) | Didier Bonnet      | Pierre Bruneau          |     |     |     |     |     |     |     |     |     |     |     |     |     |     |     |     |     |     |     |     |     |     |     |     |     |     |     |     |     |     |     |     |     |     |     |     |     |     |     |     |     |     |     |     |     |     |     |     |     |     |     |     |     |     |     |     |     |     |     |     |     |     |     |     |     |     |     |     |     |     |     |     |     |     |     |     |     |     |     |     |     |     |     |     |     |     |     |     |     |     |

## Résultats
Les vainqueurs du classement général de chaque manche sont inscrits en caractères gras.
| N° | Course      | Équipe victorieuse SR1            | Équipe victorieuse SR2                                  | Équipe victorieuse CN                         | Résultats |
| N° | Course      | Pilotes victorieux SR1            | Pilotes victorieux SR2                                  | Pilotes victorieux CN                         | Résultats |
| -- | ----------- | --------------------------------- | ------------------------------------------------------- | --------------------------------------------- | --------- |
| 1  | Paul Ricard | Horag-Lista Racing                | Waterair Sports                                         | Centenari Racing SLR                          | Résultats |
| 1  | Paul Ricard | Fredy Lienhard Didier Theys       | André Cholley Edouard Sezionale Lionel Robert           | Arturo Merzario Fulvio Ballabio Robin Donovan | Résultats |
| 2  | Brno        | JB Giesse Team Ferrari            | None                                                    | Tampolli Engineering                          | Résultats |
| 2  | Brno        | Emmanuel Collard Vincenzo Sospiri |                                                         | Fabio Mancini Luca Riccitelli                 | Résultats |
| 3  | Misano      | JB Giesse Team Ferrari            | Waterair Sports                                         | Tampolli Engineering                          | Résultats |
| 3  | Misano      | Emmanuel Collard Vincenzo Sospiri | André Cholley Edouard Sezionale Jean-Claude de Castelli | Felice Tedeschi Gianluca Giraudi              | Résultats |
| 4  | Donington   | JB Giesse Team Ferrari            | Waterair Sports                                         | Tampolli Engineering                          | Résultats |
| 4  | Donington   | Emmanuel Collard Vincenzo Sospiri | François Jakubowski (de) Jean-Claude de Castelli        | Fabio Mancini Luca Riccitelli                 | Résultats |
| 5  | Anderstorp  | JB Giesse Team Ferrari            | None                                                    | Tampolli Engineering                          | Résultats |
| 5  | Anderstorp  | Emmanuel Collard Vincenzo Sospiri |                                                         | Fabio Mancini Luca Riccitelli                 | Résultats |
| 6  | Nürburgring | JB Giesse Team Ferrari            | Waterair Sports                                         | Tampolli Engineering                          | Résultats |
| 6  | Nürburgring | Emmanuel Collard Vincenzo Sospiri | Jean-Claude de Castelli François Jakubowski (de)        | Felice Tedeschi Gianluca Giraudi              | Résultats |
| 7  | Le Mans     | JB Giesse Team Ferrari            | Waterair Sports                                         | Tampolli Engineering                          | Résultats |
| 7  | Le Mans     | Emmanuel Collard Vincenzo Sospiri | André Cholley Pierre Bruneau                            | Fabio Mancini Luca Riccitelli                 | Résultats |
| 8  | Kyalami     | Solution F                        | Waterair Sports                                         | Tampolli Engineering                          | Résultats |
| 8  | Kyalami     | Jérôme Policand Gary Formato      | Philippe Favre (en) Didier Bonnet                       | Fabio Mancini Luca Riccitelli Denny Zardo     | Résultats |

## Classement saison 1998

### Attribution des points
| Points | 20 | 15 | 12 | 10 | 8 | 6 | 4 | 2 | 1 |

### Championnat des Équipes

#### International Sports Racing Series[6]
| Pos. | Équipe                  | Voiture                     | Moteur                               | LEC | BRN | MIA | DON | AND | NÜR | LMS | KYA | Total points |
| ---- | ----------------------- | --------------------------- | ------------------------------------ | --- | --- | --- | --- | --- | --- | --- | --- | ------------ |
| 1    | JB Giesse Team Ferrari  | Ferrari 333 SP              | Ferrari F310E 4.0L V12               |     | 20  | 20  | 20  | 20  | 20  | 20  |     | 120          |
| 2    | Horag-Lista Team        | Ferrari 333 SP              | Ferrari F310E 4.0L V12               | 20  | 8   | 12  | 15  | 15  |     | 15  |     | 85           |
| 3    | Solution F              | Riley & Scott Mk III        | Ford 5.0L V8                         |     | 10  | 15  |     |     | 10  |     | 20  | 55           |
| 4    | Autosport Racing        | Ferrari 333 SP              | Ferrari F310E 4.0L V12               | 8   | 3   | 10  | 12  | 8   |     | 4   |     | 45           |
| 5    | BMW Team Rafanelli      | Riley & Scott Mk III        | BMW 4.0L V8                          |     | 15  |     |     | 12  | 15  |     |     | 42           |
| 6=   | Target 24               | Riley & Scott Mk III        | Chevrolet 5.0L V8                    | 12  | 6   |     |     |     | 8   | 12  |     | 38           |
| 6=   | Tampolli Engineering    | Tampolli RTA-98             | Alfa Romeo 3.0L V6                   |     | 4   | 8   | 10  | 4   | 6   | 2   | 4   | 38           |
| 8    | Repsol Kremer Racing    | Kremer K8 Spyder            | Porsche 3.0L Turbo Flat-6            | 15  | 2   | 1   | 2   |     |     | 3   | 6   | 29           |
| 9    | GLV Brums               | Ferrari 333 SP              | Ferrari F310E 4.0L V12               |     |     |     |     | 10  |     | 8   | 8   | 26           |
| 10   | Siliprandi Racing       | Lucchini P1-98              | Alfa Romeo 3.0L V8                   |     |     | 6   | 4   | 3   | 3   |     |     | 16           |
| 11   | Dyson Racing            | Riley & Scott Mk III        | Ford 5.0L V8                         |     |     |     |     |     |     |     | 15  | 15           |
| 12   | Centenari Racing SRL    | Centenari M1                | Alfa Romeo 3.0L V6                   | 10  | 2   |     |     |     |     | 1   |     | 13           |
| 13=  | GTC Motorsport Lanzante | Ferrari 333 SP              | Ferrari F310E 4.0L V12               |     | 12  |     |     |     |     |     |     | 12           |
| 13=  | Waterair Sports         | Debora LMP296 Debora LMP297 | Cosworth 2.0L I4 BMW 3.0L I6         |     |     |     | 8   |     | 4   |     |     | 12           |
| 13=  | Doyle-Risi Racing       | Ferrari 333 SP              | Ferrari F310E 4.0L V12               |     |     |     |     |     |     |     | 12  | 12           |
| 16   | Equipe Promotion Racing | Courage C41                 | Porsche 3.0L Turbo Flat-6            |     |     |     | 1   |     |     | 10  |     | 11           |
| 17   | Agusta Kremer Racing    | Kremer K8 Spyder            | Porsche 3.0L Turbo Flat-6            |     |     | 2   | 3   |     | 2   |     | 3   | 10           |
| 18   | SCI                     | Spice SCI                   | Ford Cosworth 3.5L V8                |     |     |     | 6   | 2   |     |     |     | 8            |
| 19=  | La Filière              | Courage C36                 | Porsche 3.0L Turbo Flat-6            |     |     |     |     |     |     | 6   |     | 6            |
| 19=  | McNeil Engineering      | Lola 981                    | Judd GV10 3.4L V10 Judd GV4 4.0L V10 |     |     |     |     | 6   |     |     |     | 6            |
| 21   | Cipriani Motorsport     | Lucchini P3-96              | Alfa Romeo 3.0L V6                   |     |     | 3   |     |     |     |     |     | 3            |
| 22   | G4 Team Gebhardt        | Gebhardt G4                 | Audi 2.1L Turbo I5                   |     |     |     |     |     |     |     | 2   | 2            |